# 新門辰五郎
新門 辰五郎（新門 辰五郎，しんもん たつごろう、寛政12年（1800年）? - 明治8年（1875年）9月19日），是江戶時代後期的町火消、俠客。
他的父親是飾職人・中村金八。他被町田仁右衛門收養。他的女兒芳是江戶幕府第十五代將軍德川慶喜的側室。 “新門”的由來是，負責管理金龍山淺草寺僧坊傳法院新門周圍的區域。他的出生日期是寬政1792年3月5日（一些資說是1792年4月25日）。“新門”的發音為“しんもん(Shinmon)”，但有一些理論認為該稱“あらかど(Arakado)”。

## 生涯
他出生于武藏國江戶下谷山崎町（現東京都台東區下谷） ，父親是一名煙管職人。據說，他小時候家裡發生火災，父親被燒死，後來他家也發生火災並蔓延到周邊地區，他便承擔起責任成為當地一名町火消。他投靠淺草十番組「を組」組長町田仁右衛門，而積極參與救火和調解喧嘩，町田仁右衛門便對他產生興趣並收他為婿養子，給他取名為辰五郎。
文政4年（1821年），淺草花川戶發生火災，辰五郎爬上火災現場的屋頂，掛起纏，後來趕到的築後國柳川藩立花家的大名火消也在屋頂上掛起纏。在樓頂升起火消的纏，是宣布該隊負責現場滅火活動的行為，也是對火消的一種榮譽，先到先得。雖然大名（武士）與町人之間存在地位差異，但辰五郎認為柳川藩立花家的這種行為違反了禮儀，他這個「を組」以及町火消本身都受到武士的羞辱。於是他用自己的纏擊中柳川藩的纏持，導致纏持摔倒受傷。此事引發雙方的喧嘩。大火撲滅後，辰五郎單槍匹馬闖入柳川藩藩邸，聲稱凶手就是自己，可以隨便處置。柳川家無法對大膽闖入的辰五郎採取任何行動，最後他被無罪釋放。此事成為眾人熱議的話題，を組的火消辰五郎也因此聞名江戶街頭。
18歲時娶了仁右衛門的女兒錦，成為養子緣組，並在文政7年（1824年）繼承了「を組」。他不僅是該組200多名火消的棟樑，還是俠客、博徒、的屋和香具師等的頭目的存在。
天保5年（1834年）7月，芝麻布櫻田町的武家屋敷發生火災時，「ろ組」與「と組」開始爭執，「を組」的梯子手被捲入並重傷。在三組對峙、三方即將展開喧嘩的時候，辰五郎走進中心，聲音洪亮地說：「這場喧嘩由辰五郎負責。」因此，喧嘩平息。據說，當時正在火災現場視察馬上的南町奉行池田播磨守（池田頼方）也曾說過：「這次調解就交給辰五郎了。」然後便離去，但池田當時並非町奉行，也不是播磨守。
弘化2年（1845年）正月24日在青山發生的火災（青山火災）現場，を組與久留米藩有馬家由有馬賴永率領的大名火消發生了混戰，導致死傷者。雖然責任在有馬方，但辰五郎認為身分上下的道理不通，於是自願出頭，承擔責任被驅逐出江戶。
然而，他夜晚經常前往江戶市中的兩名妾室處，並從她們的宅第指揮手下，這一行為被曝光後再次被逮捕，並被送往石川島的人足寄場(犯罪撫養所)。翌年的大火中，面對逼近佃島的火災，他與牢中同伴博徒小金井小次郎一起指揮寄場的人足（囚犯）進行滅火活動，成功救出了油倉庫。因而獲得南町奉行遠山景元的賞賜，並被釋放。
因為評判的辰五郎，上野大慈院的別當・覺王院義觀委託他負責淺草寺附近的清掃工作（一帶的取締）。辰五郎因此開始在淺草的的屋和香具師之上，並逐漸累積財富。前寬永寺座主的舜仁法親王在淺草新門附近隱居時，受到幕府的命令負責周邊的警護，從此開始以「新門」為名。據說他也與幕府的高級官僚勝海舟有聯繫，並在他的著作《冰川清話》中提到過這一點。
據說他通過義觀與一橋慶喜（德川慶喜）相識，後來女兒芳成為慶喜的妾。在元治元年（1864年），慶喜被任命為禁裏御守衛總督，上洛到京都後被慶喜召喚，率領250名部下，以及同樣率領60人的兒子松五郎，一同上洛東海道，並負責二條城的警備。在大坂和京都也建立了宅邸，並獲得當地火消的任務。在當地停留期間，據傳他讓部下展示梯子技巧，令京都的孩童驚艷。慶應3年（1867年）大政奉還之後，鳥羽伏見之戰中幕府方敗北，當慶喜從大坂逃回江戶時，辰五郎等人也曾一度撤退，但隨後又返回大坂，並取回留在大坂城的德川將軍直属軍的象徵「家康以來的金扇的大馬印」，並在東海道上高舉該旗幟，安全送回。
之後慶喜在上野寬永寺謹慎時負責警護。在舊幕臣（彰義隊）和新政府軍交戰的上野戰爭中，辰五郎致力於保護寬永寺寺廟免於火災和鎮火，以及防止延燒。在慶喜被分別轉移到水戶（茨城縣）和駿府（現靜岡市葵區）謹慎期間，他也在各自的地點擔任警護。當德川家族被移至駿河國（駿府藩）時，因為舊幕臣的聚集不佳，將軍最後的大名行列似乎將會變得十分冷清。辰五郎呼籲江戶各地的部下，讓俠客和町火消裝備整齊集合，江戶町火消所有組別的纏被高高揮舞，數千名火消在場中警護，幕府最終離開江戶。這支行列中還包括從江戶城運出來的將軍家的金子2萬兩，而這些金子也是由辰五郎等人警護和運送的。
駿河到達後，他住在駿府的常光寺。在那裡組織了火消，並整備了歌舞伎的戲院。據傳他與駿河國清水的著名俠客清水次郎長有交情。他也協助了在遠江國磐田郡的製鹽事業。此後，他回到東京（江戶），並於明治8年（1875年）去世，享年75歲（或83歲）。
辭世的歌是：「思ひおく まぐろの刺身 鰒汁（ふぐとしる） ふっくりぼぼに どぶろくの味」(思念著 鮪魚刺身 河豚湯 豐滿的肚子 裡面是濁酒的味道)。

## 人物
- わ組的元頭鈴木三治郎後來說，超過70歲的辰五郎皮膚白皙，身材微胖，且身高也不高，還常常從上衣的袖口裡露出層疊的色彩鮮豔的襦袢，是個風雅的人。
- 在江戶的俠客中，他以卓越的資金實力而自豪，據說因為支配下的的屋所繳納的場所費，衣櫥的地板因此而塌陷。憑藉這資金實力，在幕末時期，除了江戶之外，他在京都擁有兩處，並在大阪堂島設有宅邸[6]。
- 辰五郎在明治時期進行的祭典上，看到祭典的提燈（日语：提灯）上方寫著日之丸[7]，下方寫著葵紋，因而非常憤怒，隨即撕毀扔掉。據說他生氣的原因是辰五郎認為德川家高於天皇[8]。
- 明治的教育家江原素六（日语：江原素六）評價新門辰五郎為日本的最後一位俠客。
- 在上方逗留期間，大阪城因地雷火的暴發而發生火災，但辰五郎指揮部下，迅速打破堆積在走廊上的數百個酒樽進行滅火。
- 在江戶開城的談判進行中，勝海舟考慮過除了無血開城以外的幾個方法。據說有話提到，作為對新政府軍的強硬策略之一，還考慮了通過大規模的縱火行動實現「江戶市區的完全焦土化（焦土作戰）」。為了準備這一行動，辰五郎等人獲得了資金，並通過辰五郎向江戶市內的町火消組、鳶職的頭目、博徒的老闆、穢多領頭和非人的領頭尋求合作。
- 當彰義隊發動上野戰爭時，他已71歲，を組的280餘名町火消奮力保護東叡山寬永寺免於戰火。然而，由於大村益次郎等新政府軍的砲火，寺院的大部分被燒毀，與敗退的彰義隊一起，火消們也下了山。這標誌著江戶的終結，而未能守護將軍家墓所的辰五郎據說決定引退火消。
- 黑田清隆擔任開拓使次官時，前往北海道尋找新門，希望將開拓地的糾紛仲裁交給俠客處理。辰五郎承諾將他的手下本間鐵五郎（西門的鐵）派遣出去。此外，他還將黑田介紹給鐵砲洲的角島傳藏。角島則希望讓他的手下阿部權四郎自稱角權，並派遣手下一起前往。明治時期的北海道黑道社會中，函館的丸茂一家和札幌的一丁一家勢力強大，而本間和阿部作為長老格，對行業的發展做出了貢獻。

## 其他
- 因為在淺草的繁華中名聲大噪，去世後成為小說、講談、歌舞伎、電視節目角色等許多虛構作品的題材。歌舞伎中著名的『神明惠和合取組（日语：神明恵和合取組）』所謂的「め組的喧嘩」（文化2年（1805年））的當事者「め組的辰五郎」是另一個人。
- 新門的後裔杉林家（當代：杉林仁一）至今仍作為株式会社新門社長，擔任淺草寺的出入業者（辰五郎算起為第五代的町田仁太郎從町田家養子進入杉林家，當代為辰五郎的第七代）。墓地位於東京都豐島區的盛雲寺（日语：盛雲寺 (豊島区)）以及東京都荒川區的圓通寺有追弔碑。

## 註解
1. ↑  當時的藩主是立花鑑賢
2. ↑  寛永寺的子院
3. ↑  第226世天台座主。有栖川宮織仁親王的第四皇子。德川慶喜的伯父。
4. ↑  船戶安之『勝海舟』282頁
5. ↑  當時已經在東海道各地存在反幕府的勢力，但無論如何，"那個辰五郎的一行"，無論是遭受襲擊，還是馬印被奪，都沒有發生。
6. ↑  加太、163-164頁
7. ↑  田村、117頁
8. ↑  田村、117頁

## 關聯項目
- 北白川宮能久親王
- 相模屋政五郎
- 黑駒勝藏 - 生活在同一時代的俠客
- 神原精二（日语：神原精二） ‐ 辰五郎的養女・繁子的丈夫

### 電視劇
- 《宛如飛翔》（平成2年（1990年）， NHK大河劇，由三木則平飾演）
- 《德川慶喜》（平成10年（1998年），NHK大河劇，由堺正章（日语：堺正章）飾演）
- 《熱血！周作がゆく》(平成12年（2000年），朝日電視台，由中野英雄（日语：中野英雄）飾演）
- 《周日劇場JIN-仁-》 （平成21年（2009年）、平成23年（2011年）， TBS電視台，由中村敦夫飾演）